# Ešinomene
Ešinomene (lat. Aeschynomene), rod uspravnih ili polegnutih polugrmova, grmova i jednogodišnjeg raslinja i trajnica raširrenog najviše po južnoj polutki u Africi, Aziji, Australiji, Srednjoj i Južnoj Americi, te na jugu SAD-a. Pripada porodici mahunarki, i dio je tribusa Dalbergieae.
Postoji 113 priznatih vrsta, a rod je opisao Linnaeus još 1753. godine. Tipična je vrsta korisni grm A. aspera L. iz tropske Azije i sjevera Australije.

## Vrste
1. Aeschynomene abyssinica (A.Rich.) Vatke
2. Aeschynomene acutangula Welw. ex Baker
3. Aeschynomene afraspera J.Léonard
4. Aeschynomene americana L.
5. Aeschynomene amorphoides Rose ex B.L.Rob.
6. Aeschynomene angolensis Rossberg
7. Aeschynomene aphylla Wild
8. Aeschynomene arabica Deflers
9. Aeschynomene aspera L.
10. Aeschynomene atropurpurea Span.
11. Aeschynomene batekensis Troch.-Marq. & Koechlin
12. Aeschynomene baumii Harms
13. Aeschynomene bella Harms
14. Aeschynomene benguellensis Torre
15. Aeschynomene bracteosa Welw. ex Baker
16. Aeschynomene brevifolia Poir.
17. Aeschynomene bullockii J.Léonard
18. Aeschynomene burttii Baker f.
19. Aeschynomene chimanimaniensis Verdc.
20. Aeschynomene ciliata Vogel
21. Aeschynomene crassicaulis Harms
22. Aeschynomene cristata Vatke
23. Aeschynomene curtisiae I.M.Johnst.
24. Aeschynomene deamii B.L.Rob. & Bartlett
25. Aeschynomene debilis Welw. ex Baker
26. Aeschynomene deightonii Hepper
27. Aeschynomene denticulata Rudd
28. Aeschynomene dimidiata Welw. ex Baker
29. Aeschynomene elaphroxylon (Guill. & Perr.) Taub.
30. Aeschynomene eridesii L.L.C.Antunes & M.J.Silva
31. Aeschynomene evenia C.Wright
32. Aeschynomene filosa Mart. ex Benth.
33. Aeschynomene fluitans Peter
34. Aeschynomene fluminensis Vell.
35. Aeschynomene fluvialis L.L.C.Antunes & M.J.Silva
36. Aeschynomene fructipendula Abruzzi de Oliveira
37. Aeschynomene fulgida Welw. ex Baker
38. Aeschynomene gazensis Baker f.
39. Aeschynomene glabrescens Welw. ex Baker
40. Aeschynomene glauca R.E.Fr.
41. Aeschynomene goetzei Harms
42. Aeschynomene gracilipes Taub.
43. Aeschynomene grandistipulata Harms
44. Aeschynomene guatemalensis (Standl. & Steyerm.) Rudd
45. Aeschynomene heurckeana Baker
46. Aeschynomene indica L.
47. Aeschynomene interrupta Benth.
48. Aeschynomene inyangensis Wild
49. Aeschynomene katangensis De Wild.
50. Aeschynomene kerstingii Harms
51. Aeschynomene laca-buendiana Brandão
52. Aeschynomene langlassei Micheli ex Rudd
53. Aeschynomene lateritia Harms
54. Aeschynomene lateriticola Verdc.
55. Aeschynomene laxiflora Bojer ex Baker
56. Aeschynomene leptophylla Harms
57. Aeschynomene leptostachya Benth.
58. Aeschynomene lewisiana Afr.Fernald
59. Aeschynomene lorentziana Bacigalupo & Vanni
60. Aeschynomene lyonnetii Rudd
61. Aeschynomene magna Rudd
62. Aeschynomene manipurensis Sanjeet Kumar & Thorat
63. Aeschynomene marginata Benth.
64. Aeschynomene martii Benth.
65. Aeschynomene matosii Afr.Fernald
66. Aeschynomene maximistipulata Torre
67. Aeschynomene mediocris Verdc.
68. Aeschynomene megalophylla Harms
69. Aeschynomene mimosifolia Vatke
70. Aeschynomene minutiflora Taub.
71. Aeschynomene mollicula Kunth
72. Aeschynomene moluccana Kostel.
73. Aeschynomene monteiroi A.Fernald & P.Bezerra
74. Aeschynomene montevidensis Vogel
75. Aeschynomene mossambicensis Verdc.
76. Aeschynomene mossoensis J.Léonard
77. Aeschynomene multicaulis Harms
78. Aeschynomene nana Glaz. ex Rudd
79. Aeschynomene neglecta Hepper
80. Aeschynomene nematopoda Harms
81. Aeschynomene nicaraguensis (Oerst.) Standl.
82. Aeschynomene nilotica Taub.
83. Aeschynomene nivea Brandegee
84. Aeschynomene nodulosa (Baker) Baker f.
85. Aeschynomene nyassana Taub.
86. Aeschynomene nyikensis Baker
87. Aeschynomene oligophylla Harms
88. Aeschynomene oroboides Benth.
89. Aeschynomene palmeri Rose
90. Aeschynomene paniculata Willd. ex Vogel
91. Aeschynomene paraguayensis Rudd
92. Aeschynomene pararubrofarinacea J.Léonard
93. Aeschynomene parviflora Micheli
94. Aeschynomene patula Poir.
95. Aeschynomene paucifolia Vogel
96. Aeschynomene paucifoliolata Micheli
97. Aeschynomene pawekiae Verdc.
98. Aeschynomene petraea B.L.Rob.
99. Aeschynomene pfundii Taub.
100. Aeschynomene pinetorum Brandegee
101. Aeschynomene pleuronervia DC.
102. Aeschynomene pluriarticulata G.Don
103. Aeschynomene pratensis Small
104. Aeschynomene priscoana Afr.Fernald
105. Aeschynomene pseudoglabrescens Verdc.
106. Aeschynomene pulchella Planch. ex Baker
107. Aeschynomene pygmaea Welw. ex Baker
108. Aeschynomene racemosa Vogel
109. Aeschynomene rehmannii Schinz
110. Aeschynomene rhodesiaca Harms
111. Aeschynomene riedeliana Taub.
112. Aeschynomene rivularis Frapp. ex Cordem.
113. Aeschynomene rosei C.V.Morton
114. Aeschynomene rostrata Benth.
115. Aeschynomene rubrofarinacea (Taub.) F.White
116. Aeschynomene rubroviolacea J.Léonard
117. Aeschynomene rudis Benth.
118. Aeschynomene ruspoliana Taub. ex Harms
119. Aeschynomene sabulicola L.P.Queiroz & D.B.O.S.Cardoso
120. Aeschynomene sansibarica Taub.
121. Aeschynomene scabra G.Don
122. Aeschynomene schimperi Hochst. ex A.Rich.
123. Aeschynomene schindleri R.Vig.
124. Aeschynomene schliebenii Harms
125. Aeschynomene scoparia Kunth
126. Aeschynomene selloi Vogel
127. Aeschynomene semilunaris Hutch.
128. Aeschynomene sensitiva Sw.
129. Aeschynomene siifolia Welw. ex Baker
130. Aeschynomene simplicifolia G.P.Lewis
131. Aeschynomene simulans Rose
132. Aeschynomene solitariiflora J.Léonard
133. Aeschynomene soniae G.P.Lewis
134. Aeschynomene sousae Rudd ex A.Delgado & Sotuyo
135. Aeschynomene sparsiflora Baker
136. Aeschynomene stipitata Burtt Davy
137. Aeschynomene stipulosa Verdc.
138. Aeschynomene stolzii Harms
139. Aeschynomene tambacoundensis Berhaut
140. Aeschynomene tenuirama Welw. ex Baker
141. Aeschynomene tenuis Griseb.
142. Aeschynomene trigonocarpa Taub. ex Baker f.
143. Aeschynomene tsaratanensis Du Puy & Labat
144. Aeschynomene tumbezensis J.F.Macbr.
145. Aeschynomene uniflora E.Mey.
146. Aeschynomene unijuga (M.E.Jones) Rudd
147. Aeschynomene upembensis J.Léonard
148. Aeschynomene veadeirana M.J.Silva & L.L.C.Antunes
149. Aeschynomene venezolana (Rudd) G.B.Rodr. & G.Agostini
150. Aeschynomene venulosa Verdc.
151. Aeschynomene vigil Brandegee
152. Aeschynomene villosa Poir.
153. Aeschynomene virginica (L.) Britton, Sterns & Poggenb.
154. Aeschynomene viscidula Michx.
155. Aeschynomene vogelii Rudd
156. Aeschynomene warmingii Micheli
157. Aeschynomene weberbaueri Ulbr.